# Vriesea rodigasiana
Vriesea rodigasiana é uma espécie de planta da família Bromeliaceae, endêmica do Brasil. Seu hábito é de tipo epifito.

## Descrição
Plantas de até 75 cm, com roseta de de tipo infundibuliforme, formando cisterna. Folhas com bainha vinosa, 4,5–10,5 × 3,2–6,2 cm, elíptica a largo–elíptica; lâmina verde com máculas vinosas ou totalmente vinosa, inteira, (5,5) 6,5–20 (22,5) × 1,5–2,5 cm, ligulada a ligulado-triangular, ápice agudo a obtuso, acuminado.
Inflorescência recemosa dupla, ereta a subereta, superando claramente as folhas. Escapo longo, 20-38cm, vermelho, ereto; bráctea escapal com metade inferior vermelha e superior verde, 1,8–4,8(5,2) × 0,6–1,2 cm, imbricada, com ápice agudo escuro, com escamas esbranquiçadas em maior quantidade em direção ao ápice; a face interna é mais clara com ápice e bordos escuros.
Bráctea floral amarela, 1–2 × 1–1,4 cm, mais curtas que as sépalas, largo-elípticas a largo-ovais, ápice obtuso, minutamente apiculado, com carena. Flores dísticas, não secundas, suberetas na antese; sépalas ca. 2,2 cm, livres, simétricas, estreito–elípticas, com ápice obtuso. Pétalas amarelas, ca. 3 cm, maiores que as sépalas, liguladas, ápice arredondado e emarginado. Estames exsertos com anteras negras e ordenação radial durante a antese; estigma levemente maior que as anteras. Ovário piramidado.
Fruto de tipo cápsula, 2,8–3cm, com valvas pouco espiraladas e deiscentes até a base. Sementes esverdeadas, ápice com cauda tenra munida de pelos branco-amarelados unidos fasciculadamente, prolongados por uma cabeleira umbeliforme.

## Taxonomia
A espécie foi descrita por E. Morren, Ill. Hort., 29:171 fig. 467, em 1882.

### Sinonimia
- Tillandsia tweedieana Baker
- Vriesea tweedieana (Baker) Mez
- Vriesea vitellina F.J. Müll.
- Tillandsia rodigasiana (E.Morren) Baker[1]

## Distribuição
Vriesea rodigasiana ocorre no nas regiões brasileiras Nordeste (nos estados Bahia, Ceará, Pernambuco), Sudeste (nos estados Espírito Santo, Rio de Janeiro, São Paulo) e Sul (Paraná, Rio Grande do Sul, Santa Catarina) no domínio fitogeográfico da Mata Atlântica.

## Ecologia
É uma espécie heliófita ou de luz difusa e pouco exigente quanto à umidade do ar. Em áreas insolaradas apresenta as folhas com manchas vermelhas e inclussive completamente vermelho-escuras; na sombra, suas folhas são verdes, práticamente sem manchas avermelhadas.
Apresenta floração de janeiro a março, frutificação de março a maio e dispersão de sementes de junho a outubro em Santa Catarina.

## Conservação
A espécie foi catalogada como Baixo Risco de Extinção para o Brasil.. No estado do Rio Grande do Sul (sul do Brasil), foi catalogada como Vulnerável na Lista das espécies ameaçadas de 2002.